# Naser Aliji
Naser Ismail Aliji (Kumànovo el 27 de desembre de 1993) és un jugador de futbol d'Albània que juga com defensa amb el Basilea i la selecció albanesa. Nascut a Macedònia, va fer el seu debut amb la selecció albanesa el 2015.